# Dun Ringill

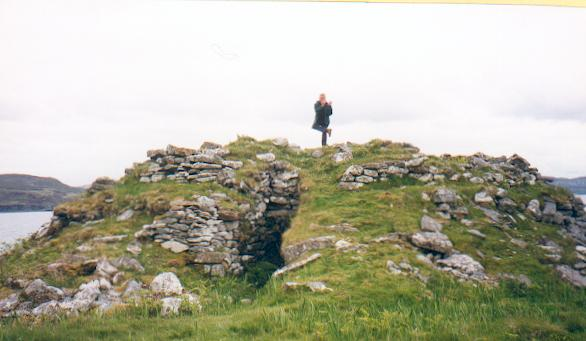
Der Ruinenhügel von Dun Ringill

Dun Ringill (deutsch „Fort an der Schlucht“) ist eine eisenzeitliche Anlage bei Kirkibost auf der Insel Skye in der Council Area Highland in Schottland. Die Überlieferung verbindet es mit dem Wohnsitz des Chefs des MacKinnon-Clans, dessen vierter Chief Findanus um 900 n. Chr. in das nahe Moll Castle (auch Dun Acainn oder Dunakin genannt) umzog.
Von Dun Ringill sind lediglich Teile der Grundmauern mit dem Zugang erhalten. Die etwas unregelmäßige Form, die sich dem Küstenvorsprung anpasst, macht es fast zu einem Broch oder Semi-Broch und zeigt die Probleme auf, die die Fachsprache mit solchen kleinen befestigten Plätzen hat. Der Zugang hat eine Wächterzelle (englisch guard-cell) und die Pfostenlöcher für eine Türverriegelung. In der Wand gibt es eine durch Kragsteine überwölbte Zelle. Im späten Mittelalter wurde die Anlage zu einem Promontory Fort ausgebaut. Ein Graben wurde über den Küstenvorsprungs gegraben, der ursprüngliche Durchgang wurde verlängert und zwei rechteckige Gebäude innerhalb der Umwallung gebaut.
Ein Song der Rockband Jethro Tull heißt Dun Ringill. Er wurde 1979 auf dem Album Stormwatch veröffentlicht.

Dun Ringill
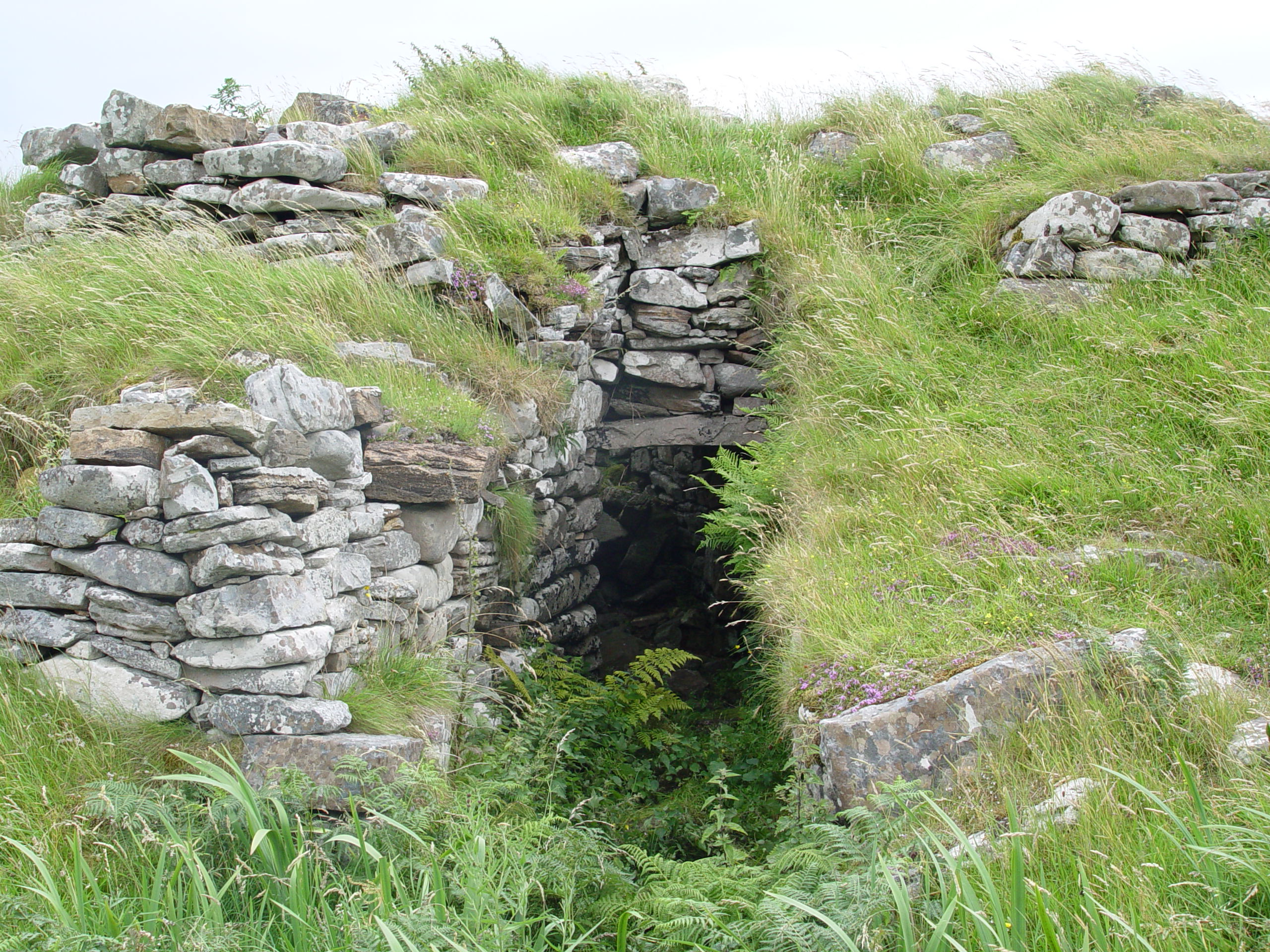
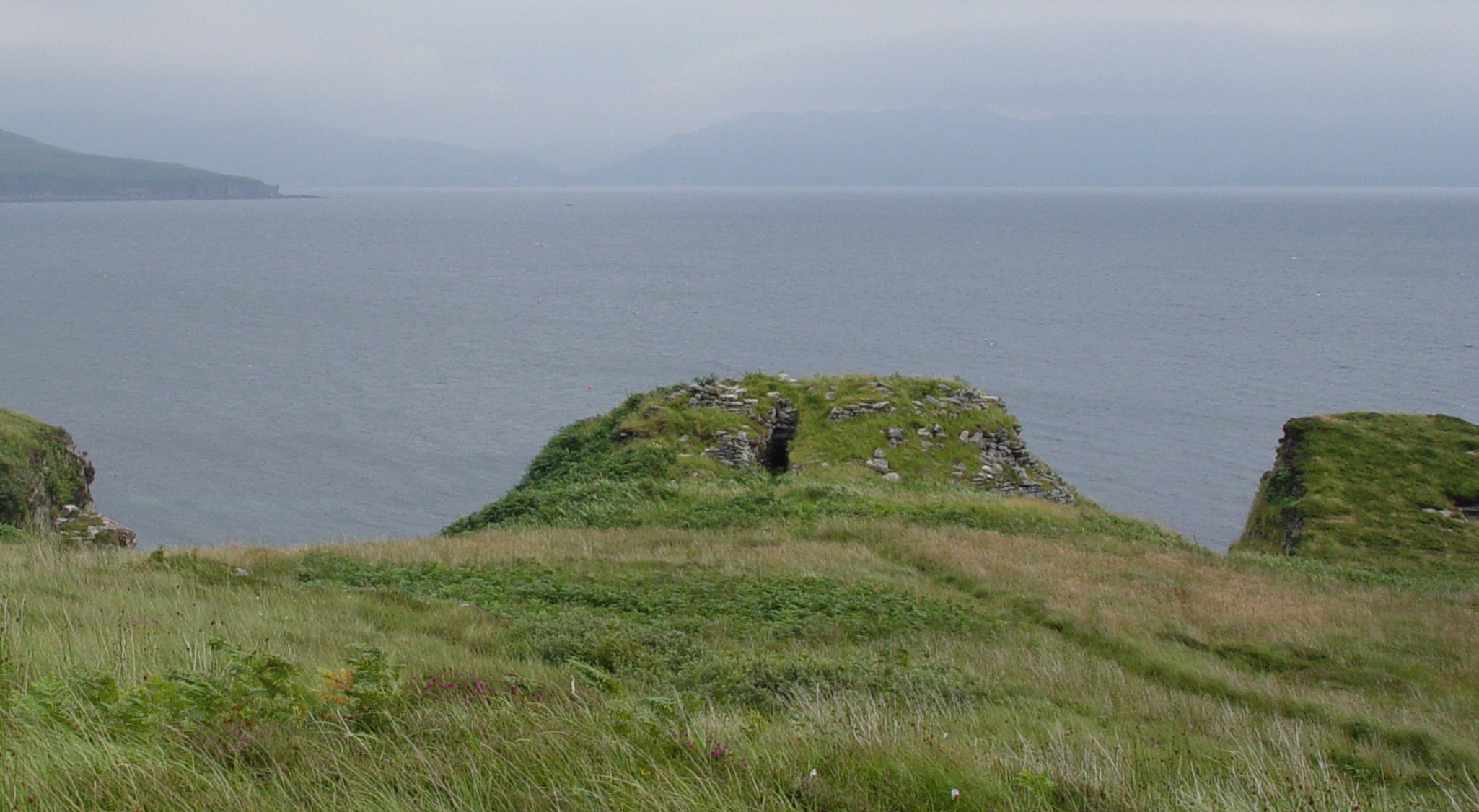
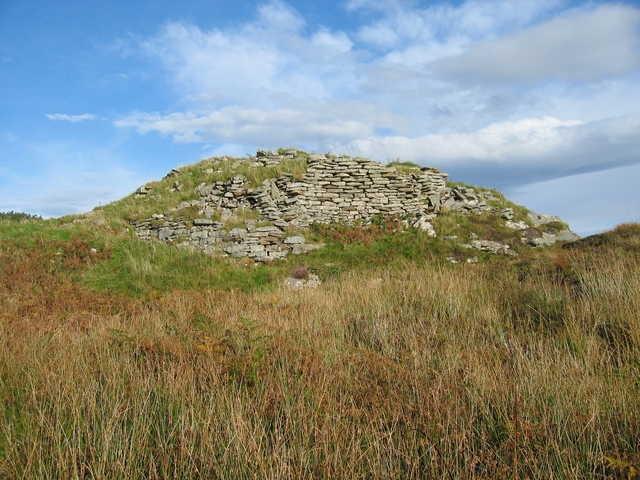